# 安藤敏夫
安藤 敏夫（あんどう としお、1935年9月15日  - ）は、日本の俳優。劇団東芸、テアトルプロに所属していた。

## 出演作品

### テレビドラマ
- 結婚の設計（1964年、TBS）
- 無用ノ介 第16回『さむらい渡とのらいぬ無用ノ介』（1969年、日本テレビ）- 水戸藩士

### テレビアニメ
- 鉄人28号（村雨健次〈2代目〉[3]）

### 特撮
- マイティジャック - 幹部
- 戦え! マイティジャック - 黒井の子分
- 怪奇大作戦 - 風俗店の店員